# Fontenay-le-Comte
Fontenay-le-Comte település Franciaországban, Vendée megyében. Lakosainak száma 13 806 fő (2022. január 1.). Fontenay-le-Comte Pissotte, Auchay-sur-Vendée, Doix-lès-Fontaines, Longèves, L’Orbrie, Saint-Martin-de-Fraigneau, Saint-Michel-le-Cloucq és Xanton-Chassenon községekkel határos.

## Népesség
A település népességének változása:
| Lakosok száma | 13 647 | 13 640 | 14 128 | 13 226 | 13 302 | 13 235 | 13 138 | 13 471 | 13 806 |
|               | 2013   | 2015   | 2016   | 2017   | 2018   | 2019   | 2020   | 2021   | 2022   |